# Крас (Изер)
Крас (фр. Cras) — коммуна во Франции, находится в регионе Рона — Альпы. Департамент коммуны — Изер. Входит в состав кантона Сюд Грезиводан. Округ коммуны — Гренобль.
Код INSEE коммуны — 38137. Население коммуны на 2012 год составляло 461 человек. Населённый пункт находится на высоте от 280 до 773 метров над уровнем моря. Муниципалитет расположен на расстоянии около 470 км юго-восточнее Парижа, 75 км юго-восточнее Лиона, 24 км северо-западнее Гренобля. Мэр коммуны — Николь Ди Мариа, мандат действует на протяжении 2014—2020 гг.
Динамика населения (INSEE):